# Janko Zwycięzca (film)
Janko Zwycięzca – polski niemy film fabularny z 1921 roku. Główny bohater filmu, Jaś Czyżyk, po wielu perypetiach zdobywa swoją upragnioną miłość.

## Obsada
- Henryk Małkowski jako Jaś Czyżyk
- Jadwiga Doliwa jako Magda
- Gustaw Cybulski jako Plutonowy Bryś